# Aname tasmanica
Aname tasmanica là một loài nhện trong họ. Đây là loài duy nhất trong chi Aname, đặc hữu của Úc, phân bố ở Tasmanië.